# Faustino Aizkorbe
Faustino Aizkorbe (Olloqui, 20 de julio de 1948), es un escultor y pintor español de amplia proyección internacional, representante de la escultura abstracta, un gran autodidacta, artísticamente hablando, pero con un estilo emparentado con la escuela vasca de escultura. A criterio de estudiosos de la materia, forma parte de la tercera generación de escultores navarros contemporáneos siguiendo el criterio establecido por el doctor en Historia del Arte, Francisco Javier Zubiaur Carreño y continuado por el profesor José María Muruzábal en su tesis doctoral inédita sobre la "Escultura pública en Navarra" junto a otros artistas como Antonio Loperena, José López Furió, Rafael Huerta, José Ulibarrena, Jesús Alberto Eslava o Mari Cruz Castuera, entre otros. Con ocasión de su primera exposición individual, escribiría Jorge de Oteiza sobre él:

«Está aquí. ¿De dónde viene, adónde va? ¿Qué quiere? Es Faustino Aizkorbe, escultor navarro, muy joven (1948), las manos altas como sorprendidas en el aire, la luz de sus ojos que le amanece la cara, tratando de lo que comienza a hacer, de lo que pretende. Cuando me lo explica sé que aún no lo sabe. Me pide unas líneas, quisiera ayudarle (de dónde hablo), ¿qué le digo?) Le digo ongietorri, vienes bien, cada momento puede ser el mejor pero éste es el más difícil y de mayor sacrificio para el escultor vasco.»
Jorge de Oteiza, 1977

Es un artista con abundante obra pública repartida por toda Navarra (Roncesvalles, Javier, Mutilva, Torres de Elorz, Garciriáin, Olloqui, además de Pamplona), por España (Alcalá de Henares, Aracena, Arrecife, Bilbao, Calahorra, Madrid, Navalcarnero, Palma de Mallorca, Tarragona, San Javier, San Sebastián) y por todo el mundo: Alemania, Argentina, Bélgica, Corea del Sur, Estados Unidos, Reino Unido, por mencionar algunos casos.

## Biografía
Faustino Aizkorbe nace el 20 de julio de 1948 en el entonces concejo de Olloqui (Esteríbar) localidad próxima (8 km) a la capital navarra, Pamplona. Con pocos años, en 1955, la familia se traslada a esta ciudad, su lugar de residencia desde entonces.
Desde joven modela la madera con su navaja y siente inclinación por el dibujo por lo que, tras finalizar sus estudios de secundaria, se matricula en la Escuela de Artes y Oficios de Pamplona. Con todo se considera un autodidacta cuya fuentes primordiales de conocimiento se basan en la observación y análisis de las obras de otros artistas.
A finales de los años 1970 la escultura es su tarea principal abandonando su faceta pictórica. Durante estos años, en Madrid, estudia la construcción de maquetas y aprende el oficio de la fundición. Durante los años 1980  experimente un auge creativo en lo escultórico, «consolidándose como uno de los grandes valores entre los jóvenes creadores navarros». Se moverá por diferentes lugares de España así como también por Argentina, Venezuela, Italia, Estados Unidos y Japón viendo cómo sus exposiciones se multiplican, a nivel individual y colectivo.
Mantiene su taller en la localidad de Mutilva.

## Premios y reconocimientos
Lejos de ser exhaustivo, señalar algunos hitos:
- 1974, gana el certamen de Arte Larraona.
- 1975, primera exposición colectiva en Sangüesa.
- id., primera exposición individual en la Sala García Castañón, de la Caja de Ahorros Municipal de Pamplona. Volverá a repetir en 1987 y 1991.
- 1987, Medalla de Oro del IV Certamen de Escultura Pollensa, en Mallorca.
- 1990, Premio Rotary Club para la escultura Nuevo Futuro.
- 1991, Primer Premio de Escultura Caja de Ahorros de Toledo.
- 1995, Primer premio en el Concurso de Carteles de San Fermín, Pamplona.
- 1997, Primer Premio de Escultura Ciudad de Aoiz, Navarra.

## Galería

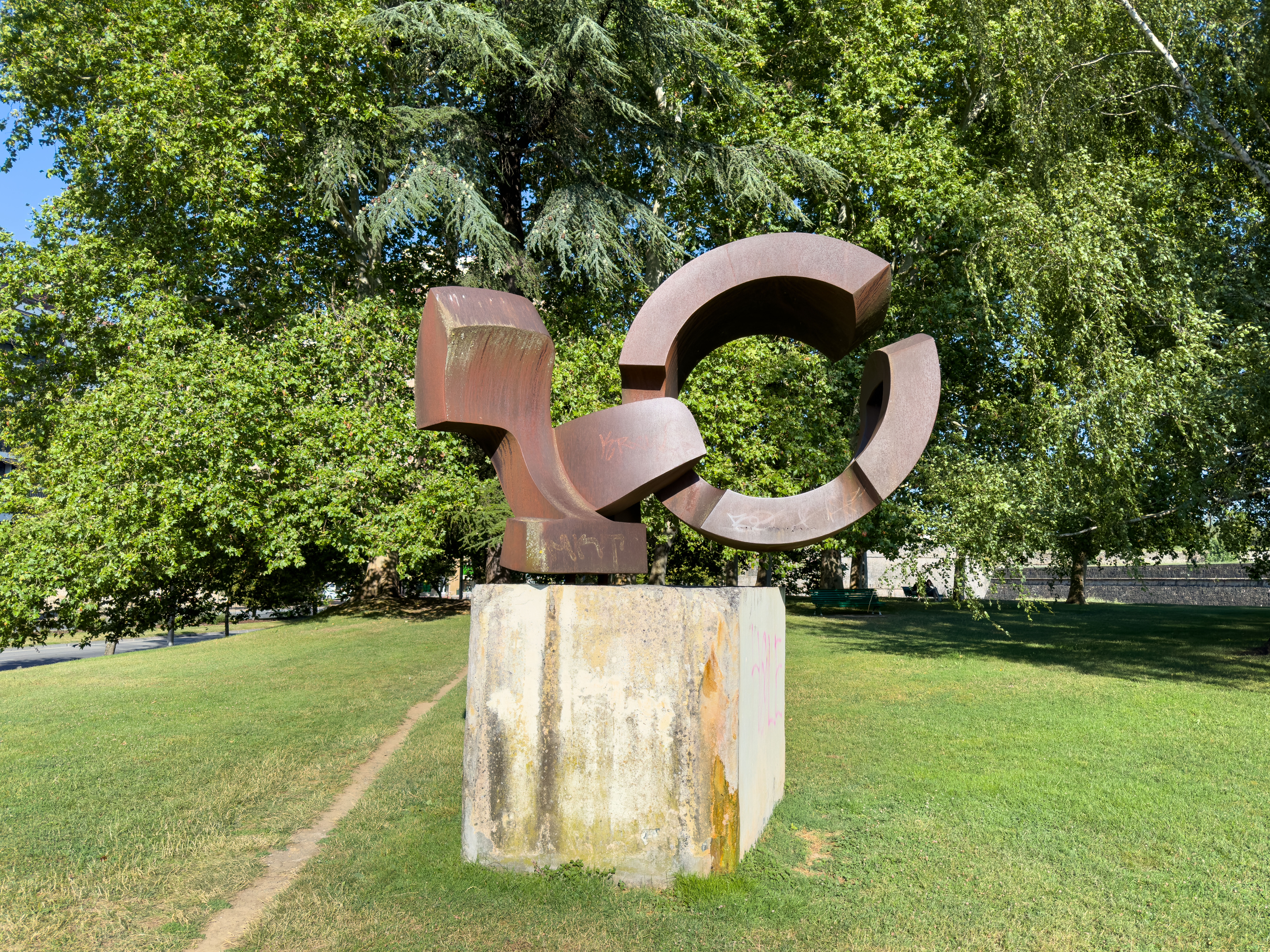
Articulación flotante (1988) en el parque de la Vuelta del Castillo en Pamplona.
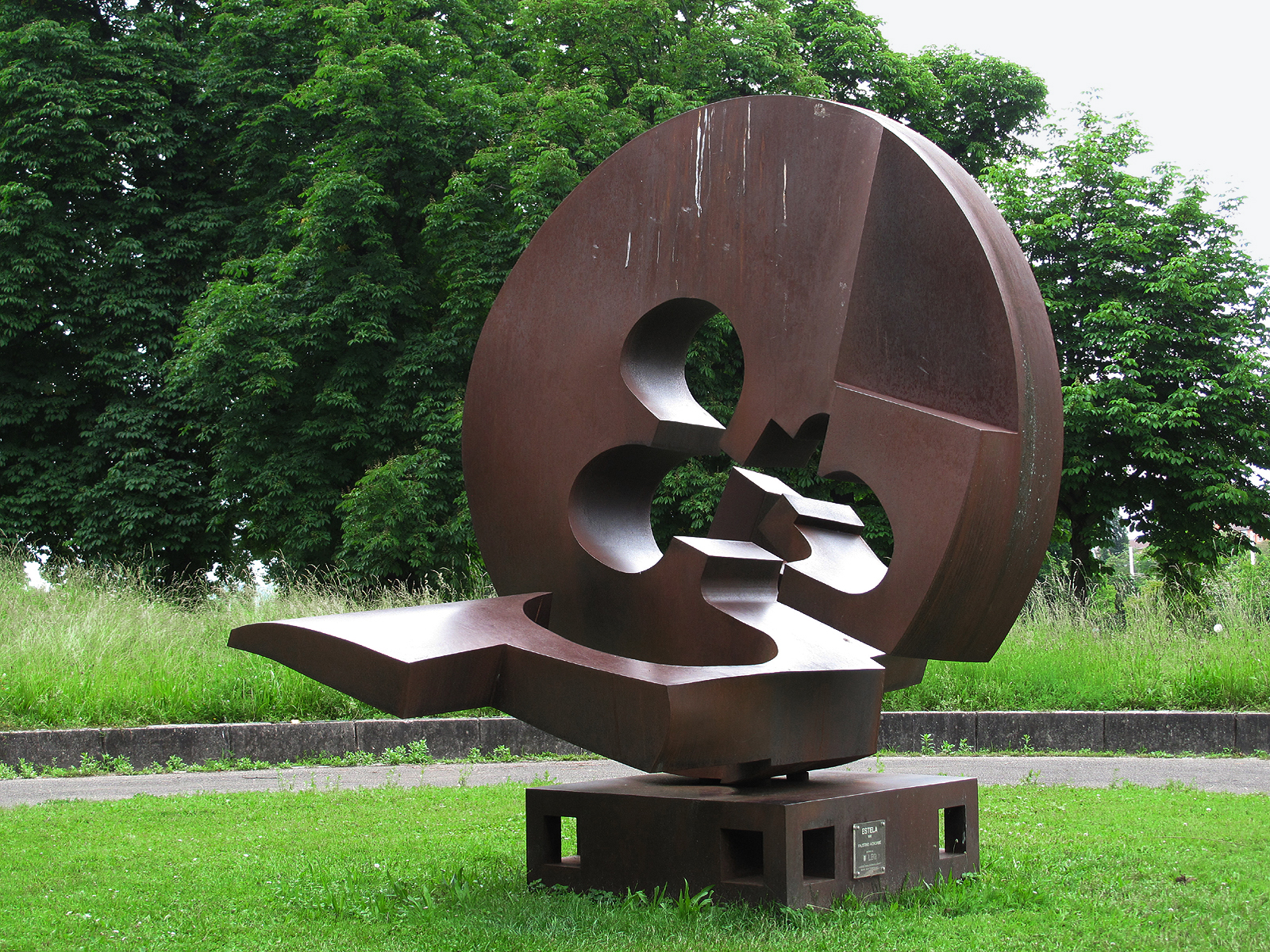
Estela (1990) en el Rosensteinpark, Stuttgart.
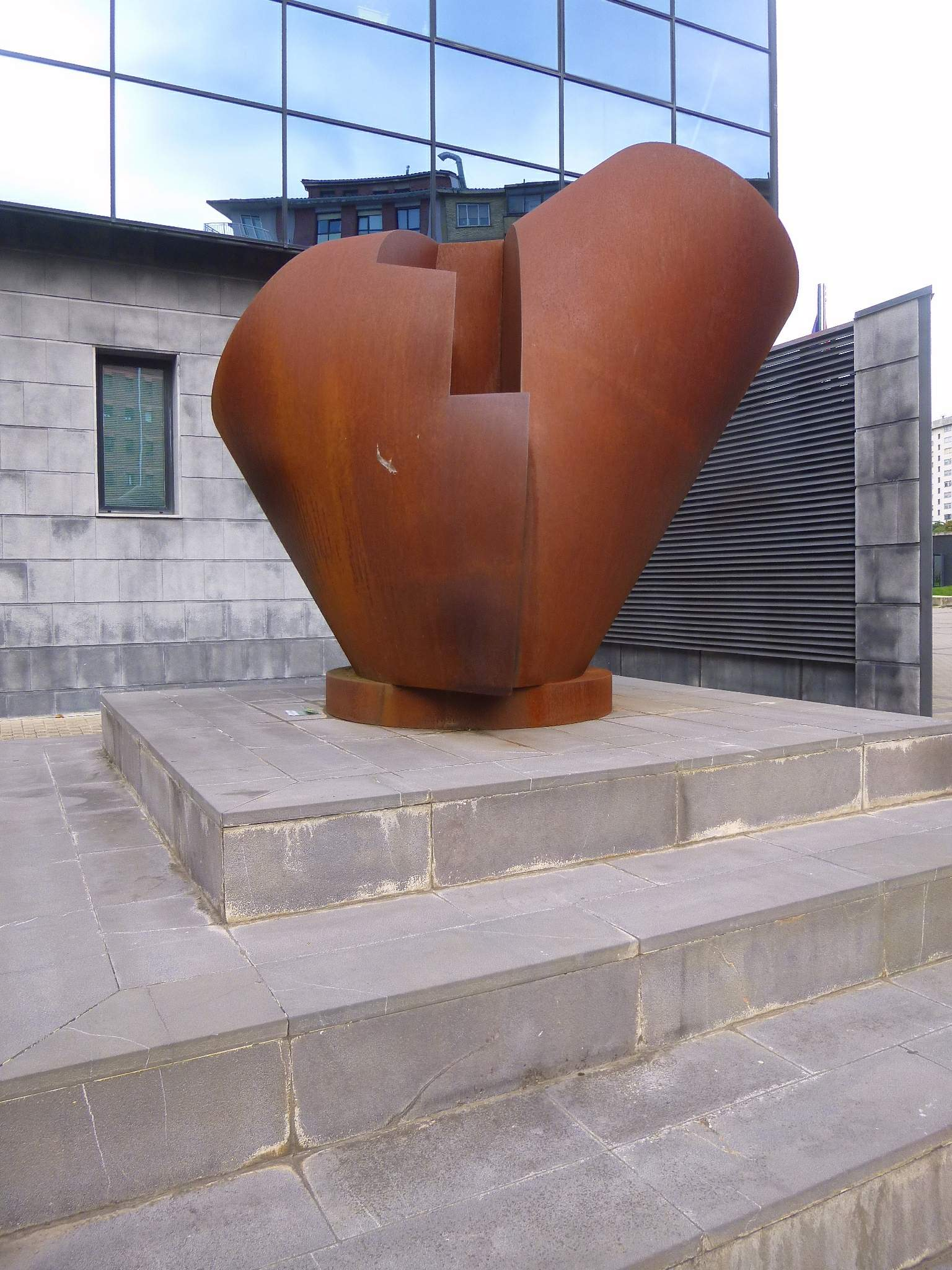
Torso (1996) en el Palacio de Justicia de Pamplona.
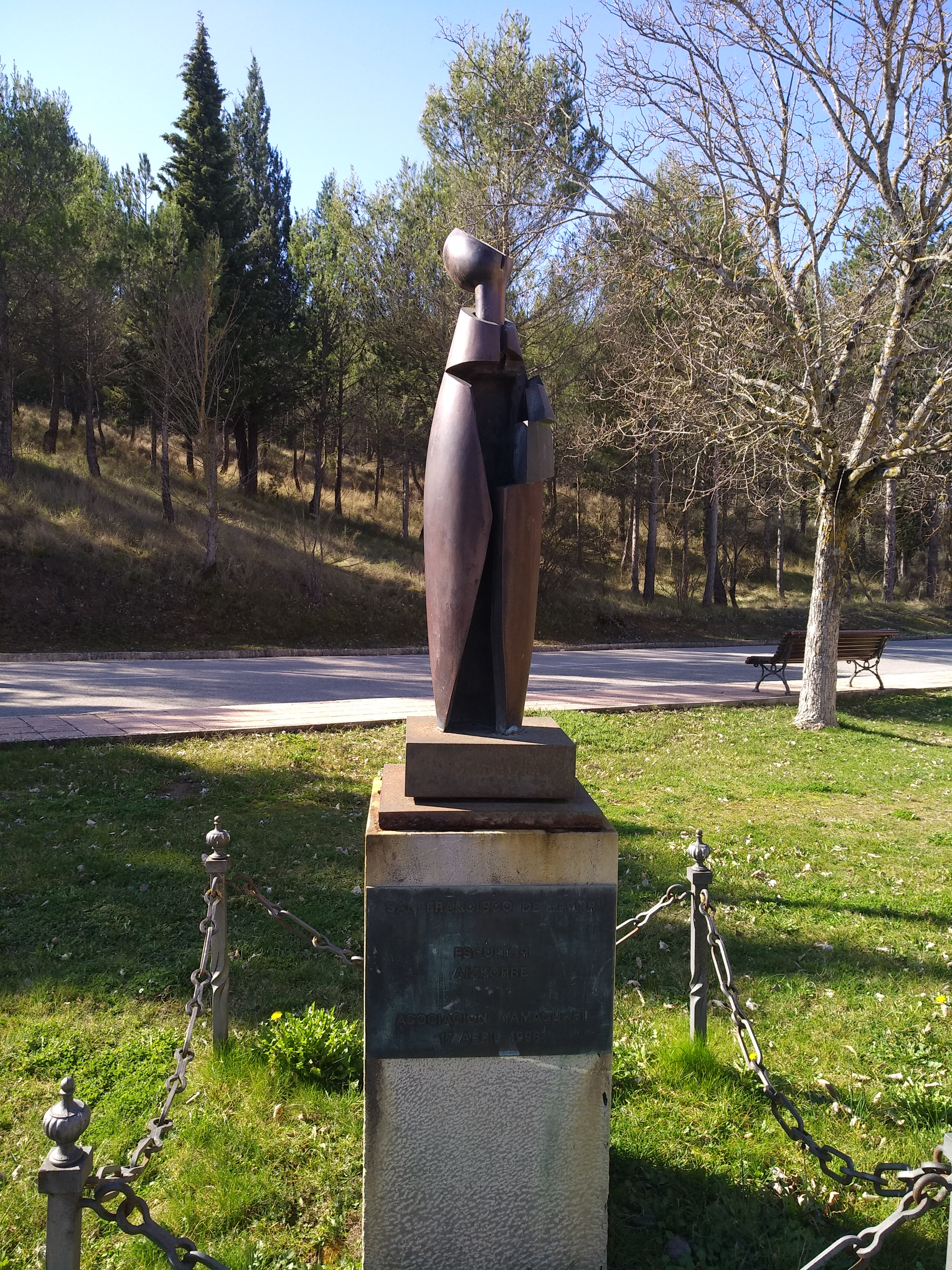
San Francisco Javier (1998). Escultura en Javier.
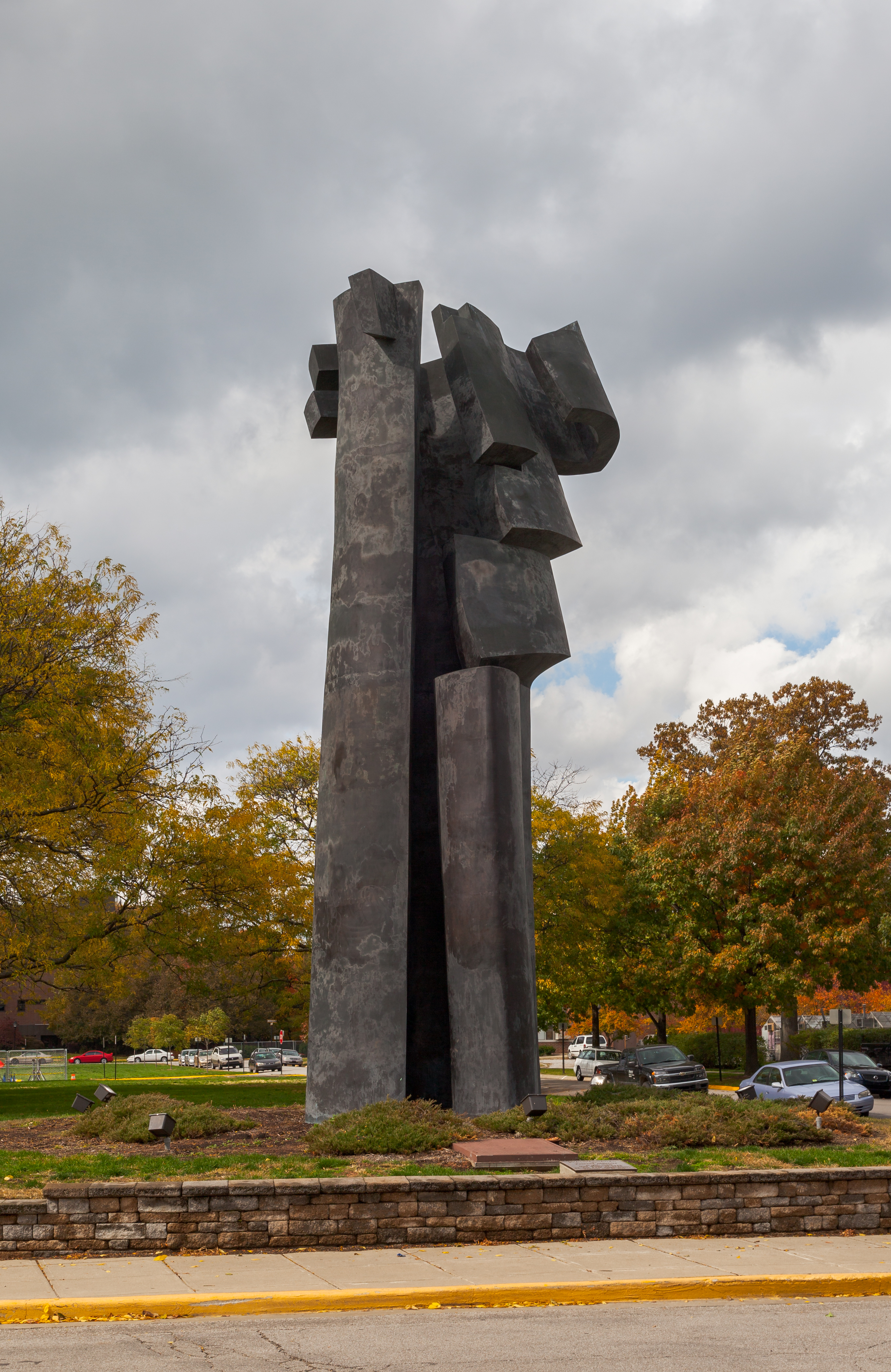
Transformation (2002) en la Universidad Purdue en West Lafayette, Indiana (Estados Unidos).
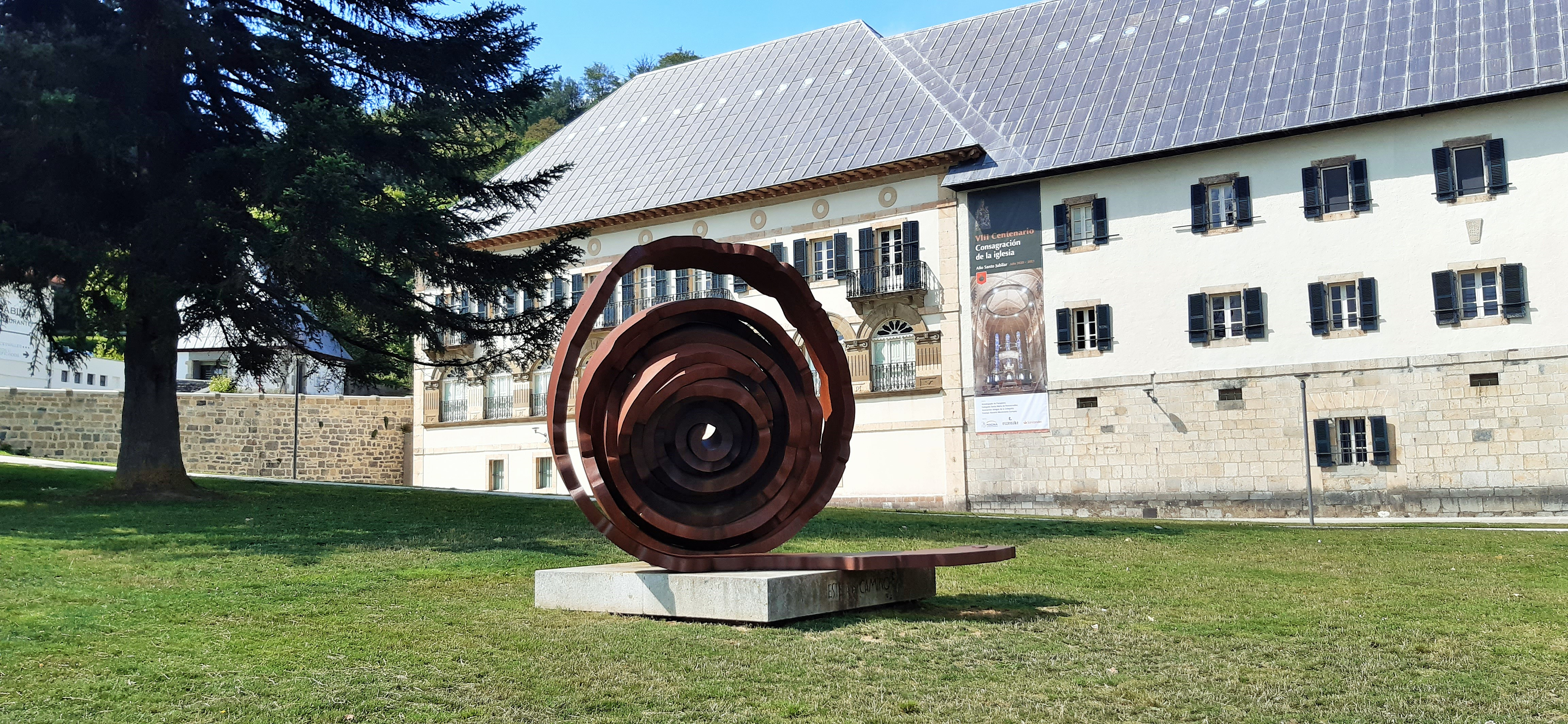
Estela del camino (2013) en la Colegiata de Roncesvalles (Navarra).
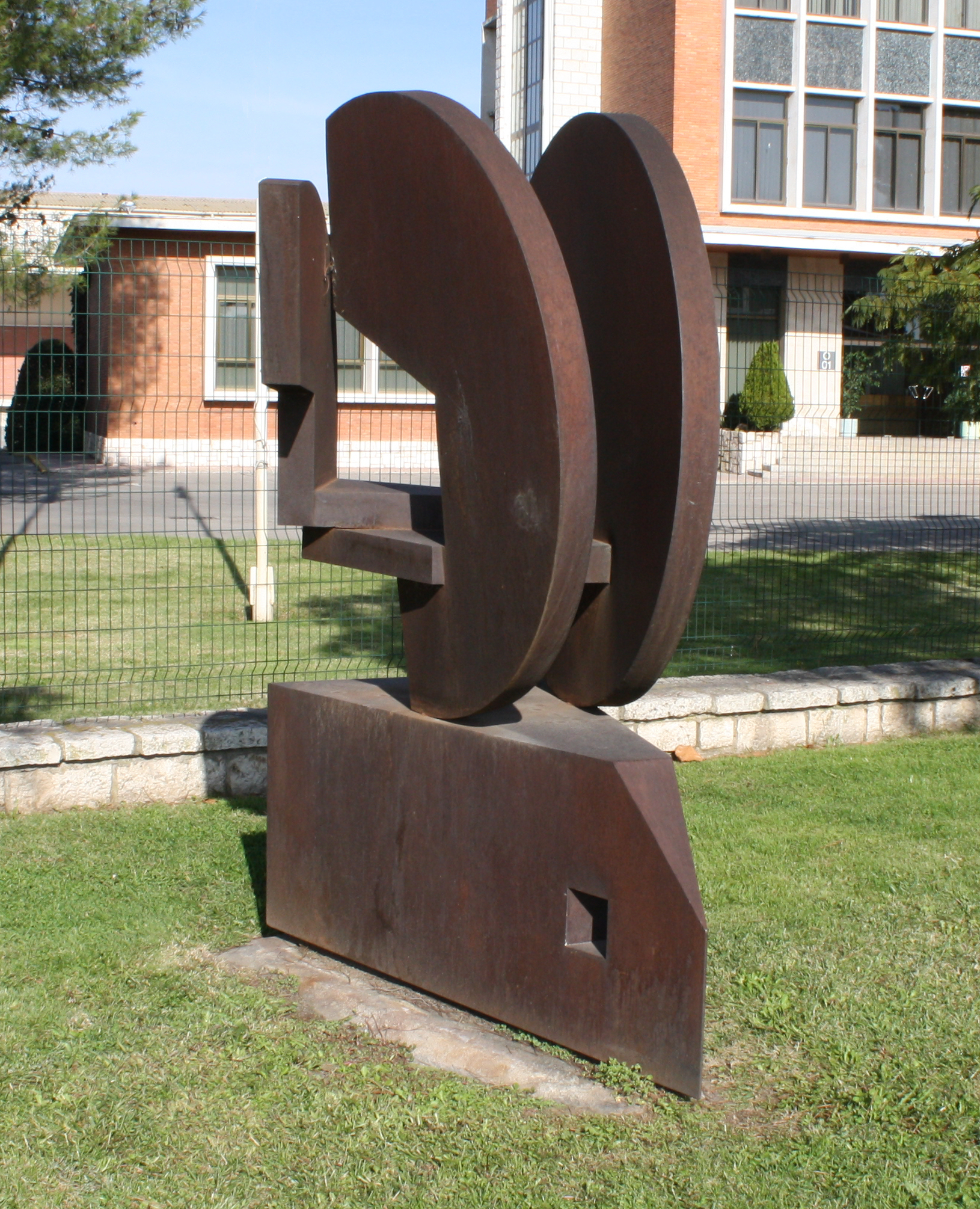
Museo de Escultura al Aire Libre de Alcalá de Henares.